# Hymenostyliella calcarea
Hymenostyliella calcarea är en bladmossart som beskrevs av Iwatsuki 1976. Hymenostyliella calcarea ingår i släktet Hymenostyliella och familjen Pottiaceae. Inga underarter finns listade i Catalogue of Life.